# RK Borac Banja Luka
Il Rukometni klub Borac Banja Luka è una squadra di pallamano maschile bosniaca con sede a Banja Luka.
È stata fondata nel 1950.

## Palmarès

### Trofei nazionali
- Campionato jugoslavo: 7
  - 1958-59, 1959-60, 1972-73, 1973-74, 1974-75, 1975-76, 1980-81.
- Coppa di Jugoslavia: 10
  - 1956-57, 1957-58, 1960-61, 1968-69, 1971-72, 1972-73, 1973-74, 1974-75, 1978-79, 1991-92

- Campionato bosniaco: 5
  - 2012-13, 2013-14, 2014-15, 2016-17, 2019-20
- Coppa di Bosnia: 7
  - 2007-08, 2010-11, 2012-13, 2013-14, 2014-15, 2017-18, 2018-19.

### Trofei internazionali
- Coppa dei Campioni: 1
  - 1975-76.
- IHF Cup: 1
  - 1990-91